# بدو الشواحطات ذلين (غيل بن يمين)
'

تعديل مصدري - تعديل

بدو الشواحطات ذلين هي إحدى قرى عزلة غيل بن يمين بمديرية غيل بن يمين التابعة لمحافظة حضرموت، بلغ تعداد سكانها 28 نسمة حسب تعداد اليمن لعام 2004.